# Babinek (powiat gryfiński)
Babinek (niem. Heinrichsdorf) – wieś w Polsce położona w województwie zachodniopomorskim, w powiecie gryfińskim, w gminie Banie.
W 2003 r. wieś miała 456 mieszkańców.
W latach 1975–1998 miejscowość administracyjnie należała do województwa szczecińskiego.
Dawna wieś folwarczna położona w północnej części gminy Banie przy trasie Gryfino – Banie, położona 9 km na północny zachód od Bań. W średniowieczu osada wchodziła w skład domeny bańskich Templariuszy i przez nich zapewne została założona.
W dokumentach roku 1303 wymieniono Gerborda z Henrikesdorp, jako jednego ze świadków czynności templariuszy dotyczących łanów w Lubanowie. W 1391 roku wieś stanowiąca już własność rycerskiej rodziny Rehbergowie przeszła w ręce rycerza Piotra v. Steinwehr. W kolejnych latach osada przechodziła we władanie okolicznych rodów. W okresie nowożytnym mieścił się tu folwark z kamienno-ceglanymi zabudowaniami oraz pałacem z XVIII wieku i parkiem krajobrazowym. Według inwentaryzacji przeprowadzonej w 1868 roku wieś liczyła: 344 mieszkańców, 24 domy mieszkalne, 3 zabudowania przemysłowe i 46 gospodarczych.
W 1939 roku do folwarku należały 1085 ha ziemi i 108 gospodarstw domowych.
Babinek leżący w granicach III Rzeszy 4 marca 1945 roku zdobyły wojska 47 Armii 1 Frontu Białoruskiego Armii Czerwonej.
Po objęciu administracji przez Polskę w roku 1945 wsi nadano zwyczajową nazwę Batoryn. Urzędowa nazwa powstała wkrótce przez zdrobnienie nazwy wsi Babin położonej w gminie Bielice.
Kościół wzniesiony został na przełomie XIV i XV w., a w wyniku przebudowy po pożarze z 1907 roku ma formę neoromańską. Wieża w 3/4 wysokości czworoboczna, wyżej ośmioboczna, kryta hełmem ostrosłupowym. Kościół wraz z cmentarzem otoczony jest kamienno-ceglanym murem. We wnętrzu kościoła wystrój barokowy i neoromańskie wyposażenie, witraże z 1908 r. oraz kamienne tablice nagrobne rodziny von Lenke, dawnych właścicieli Babinka. Kościół poświęcono ponownie w dniu 28 lipca 1946 roku nadając mu patronat św. Anny.
Kościół filialny pw. św. Anny jest obiektem zabytkowym wpisanym do Rejestru pod numerem A-160 z 19.01.2004 r.
W zespole dworsko-folwarcznym zachowały się neogotyckie budynki gospodarcze ze schyłku XIX w., 3-kondygnacyjny magazyn o interesującej formie i bogatych detalach architektonicznych. Ruiny klasycystycznego pałacu z XVIII wieku, przebudowanego w wieku następnym. Park pałacowy z początku XIX w. otoczony kamiennym murem, w którym rośnie interesujący drzewostan (klony, platany, dęby).